# Lilienthal Berlin
Lilienthal Berlin es la marca de los relojes producidos por la manufactura del mismo nombre con sede en la capital de Alemania, Berlín.

## Historia
Lilienthal Berlín fue fundada en 2015 por Jacques Colman y Michael Gilli. El nombre de la empresa hace referencia al pionero alemán de la aviación Otto Lilienthal. Los relojes de la firma se inspiran en el diseño de la Escuela de la Bauhaus, y la actividad de la empresa se promociona fundamentalmente a través de internet.

## Premios
- El primer modelo de Lilienthal recibió los premios German Design Award,[2] y el iF Design Award.[3]

- En 2017 recibió el Premio al Producto Ecológico  por su concepto de sostenibilidad.[4]
- El modelo Zeitgeist Automatik "All Black" ganó el premio al "Reloj del Año" en 2020.
- Lilienthal Berlin también recibió el premio alemán de diseño en 2019 y 2020 consecutivamente, así como el Premio de diseño Red Dot en 2019.